# Consulta sobre la independencia de Cataluña en Arenys de Munt

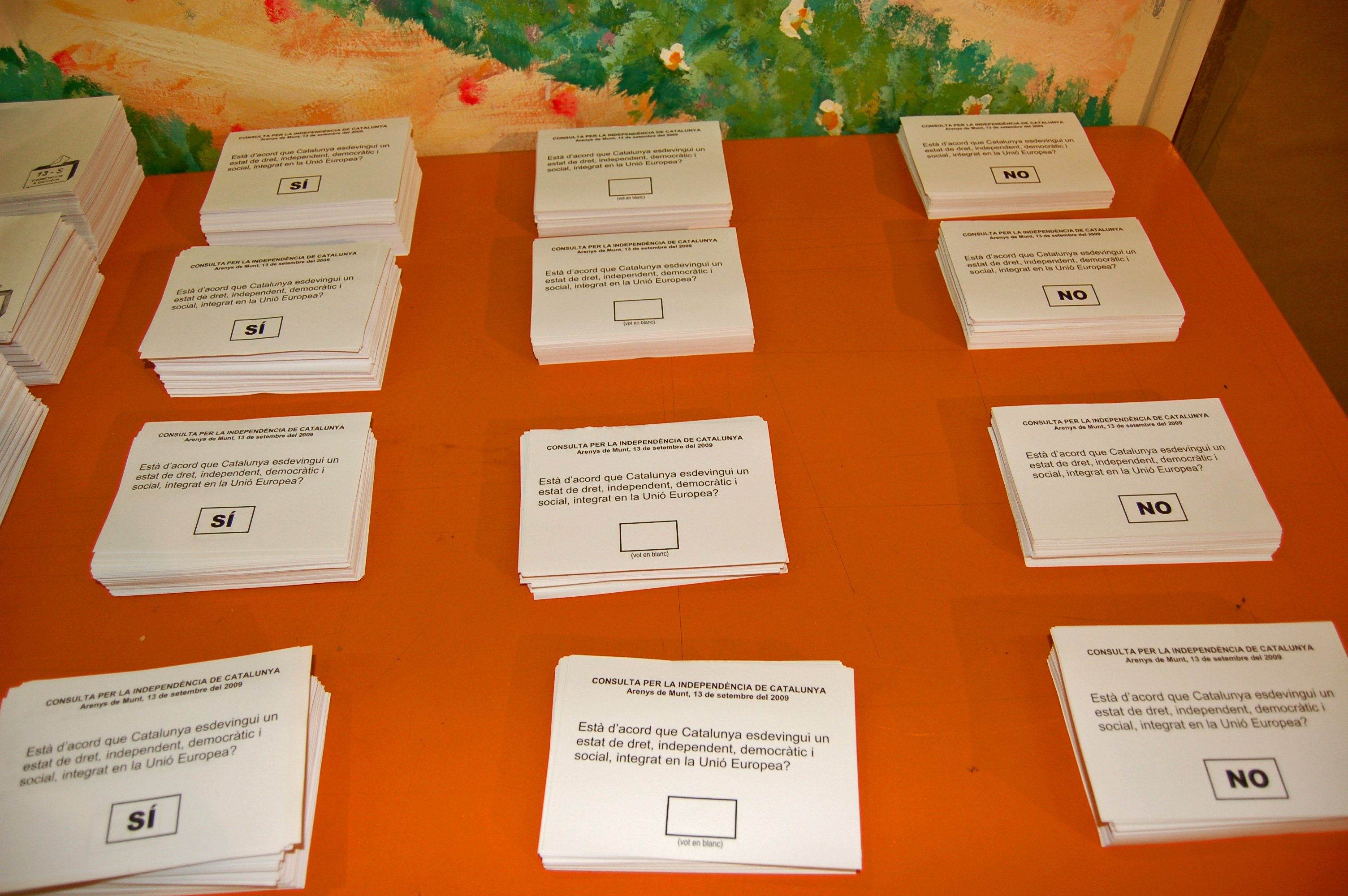
Mesa con los diferentes boletos para votar.

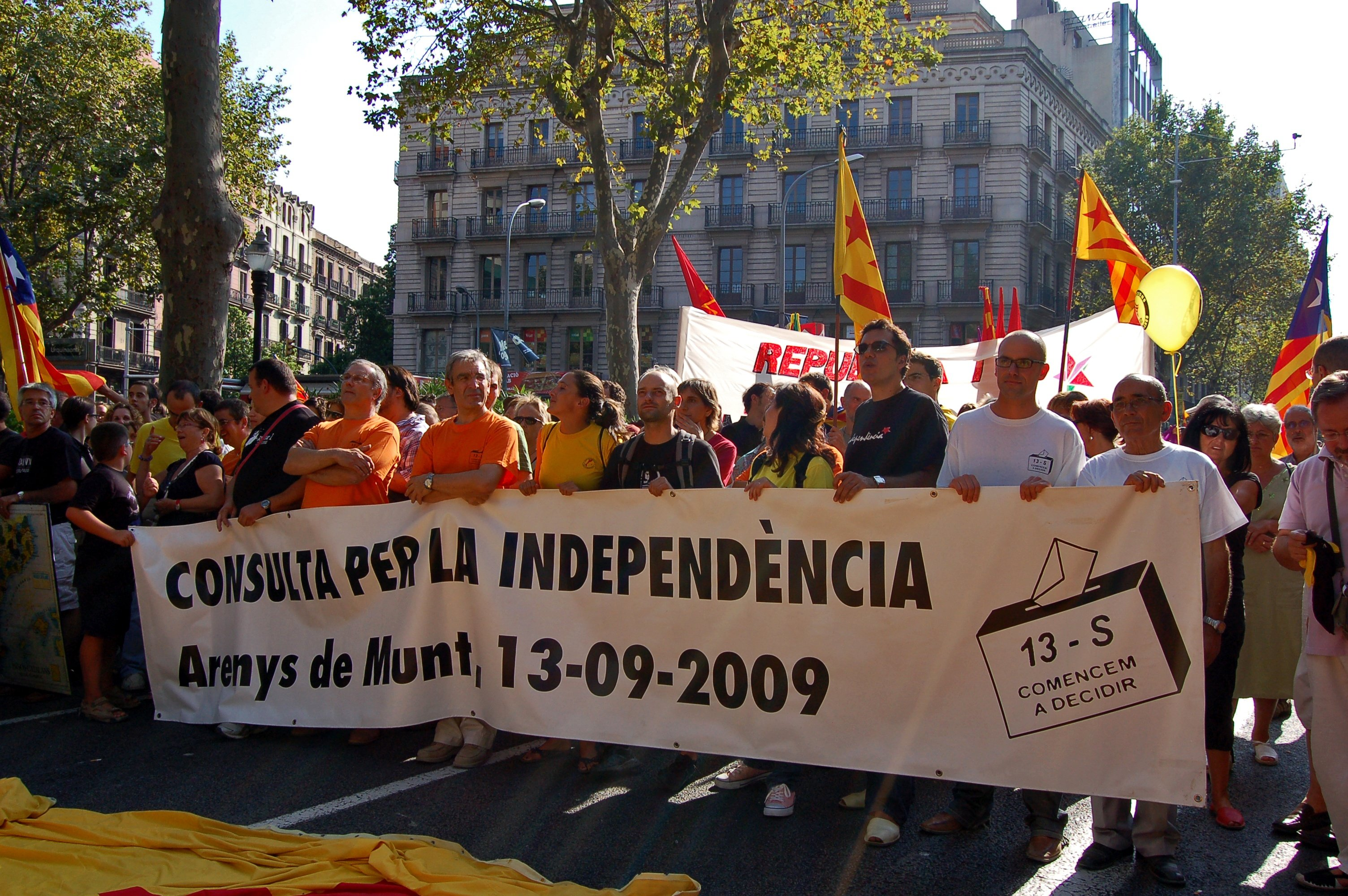
Pancarta de la consulta del 13-S durante la díada del 11 de septiembre de 2009.

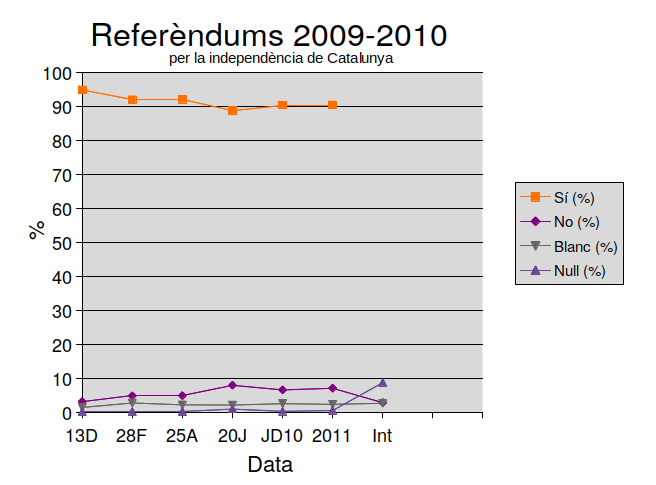
Resultados de las consultas

La consulta sobre la independencia de Cataluña en Arenys de Munt, es la primera consulta municipal de la historia sobre la independencia que se celebró en Cataluña, fue una consulta de ámbito municipal no vinculante, sin ningún valor judírico y alegal.  Impulsada por el Moviment Arenyenc per a l'Autodeterminació (MAPA) que se celebró el 13 de septiembre de 2009 en la localidad de Arenys de Munt. En esta consulta se formuló exclusivamente a los vecinos de esta ciudad la siguiente pregunta: «Està d'acord que Catalunya esdevingui un Estat de Dret, independent, democràtic i social, integrat a la Unió Europea?»; traducido literalmente como: «¿Está de acuerdo en que Cataluña pase a ser un Estado de derecho, independiente, democrático y social, integrado en la Unión Europea?».

## Pasos previos

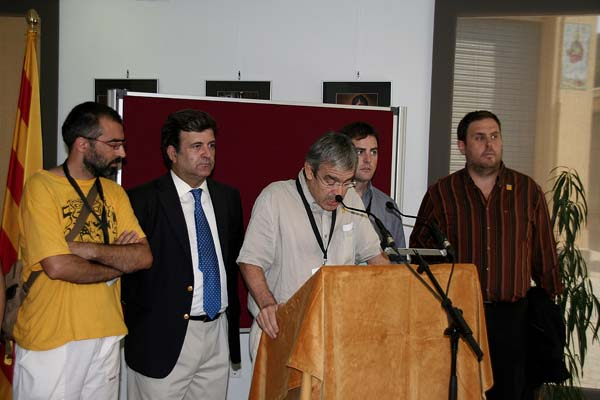
Comisión evaluadora de la consulta de Arenys de Munt. De izquierda a derecha, Jordi Bilbeny, Alfons López Tena, J.M. Ximenis, Uriel Bertran y Oriol Junqueras.

En el pleno del 4 de junio de 2009, el ayuntamiento de Arenys de Munt acordó apoyar la consulta, cediendo la Sala Municipal del Ayuntamiento para celebrarla, mediante una moción presentada por la CUP de Arenys de Munt, que fue aprobada con el apoyo de la mayoría de los partidos con representación en el consistorio: cuatro regidores del AM2000, tres de ERC, tres de CiU, uno de CUP. Se opusieron los dos representantes del PSC.
Estaba previsto que el ex-consejero de Justicia Agustí Maria Bassols i Parés presidiera la comisión evaluadora de la consulta de Arenys de Munt, un organismo creado para realizar las funciones que en los comicios oficialmente convocados realiza la junta electoral. Sin embargo, a última hora fue sustituido por el ex director general de Justicia de la Generalidad de Cataluña Antonio Castella, después que el día anterior transcendiese que había malestar en la dirección de Unión Democrática de Cataluña por su participación. Además de Castella, algunos de los nombres más significativos de la comisión fueron el exvocal del Consejo General del Poder Judicial de España y presidente del Cercle d'Estudis Sobiranistes, Alfons López Tena, el diputado de ERC Uriel Bertran, el diputado de ERC en Madrid Joan Tardà, el eurodiputado de ERC Oriol Junqueras y el juez de paz de Arenys de Munt, Antoni Marpons.

### Procesos judiciales

#### Suspensión del soporte del Ayuntamiento
Después de que Ciudadanos hubiese presentado una solicitud a la Delegación del Gobierno español en Cataluña para frenar la consulta, la Abogacía del Estado presentó un recurso el día 2 de septiembre contra la celebración de la consulta. Al día siguiente, la titular del Juzgado de lo Contencioso número 14 de Barcelona anuló el acuerdo plenario, alegando que se había «extralimitado en sus competencias».
No obstante, la jueza citó al abogado del Estado y al Ayuntamiento, representado por el ex-consejero y diputado Salvador Milà, el 7 de septiembre para que presentase las alegaciones correspondientes antes de tomar un dictamen definitivo. Finalmente, el 9 de septiembre el juzgado número 14 de Barcelona ratificó la invalidación del pleno del Ayuntamiento de Arenys donde se apoyaba la consulta.

#### Manifestación de la Falange

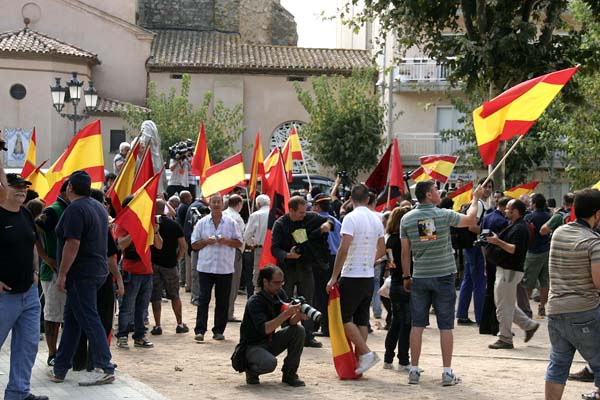
Manifestación de la Falange, que reunió a 1658 personas.

Después que la Falange protestase por la decisión de efectuar la consulta popular sobre la independencia de Cataluña y pedir la anulación, el Departamento de Interior le dio permiso para manifestarse, a pesar de la oposición del Ayuntamiento. Interior, no obstante, aseguró que la disolvería en caso de enfrentamientos.
El 23 de agosto, la Falange anunció que el día de la votación se manifestarían por las calles de Arenys contra el «referéndum secesionista y a favor de la unidad de España».
El departamento de Interior de la Generalidad de Cataluña, presidido por Joan Saura, autorizó inicialmente la marcha falangista cambiando la ubicación para alejarla 500 metros del Consistorio. Sin embargo, más tarde rectificó su decisión y retrasó la fecha de celebración hasta el día 20 de septiembre, una semana después de la fecha prevista para la celebración de la consulta. El argumento ofrecido fue tratar de evitar posibles problemas de orden público, al tener constancia de una contra-manifestación independentista. A pesar de esto, la Falange advirtió que se manifestaría por las calles de Arenys a pesar de la prohibición.
El 9 de septiembre, al mismo tiempo que la jueza suspendía el acuerdo del Ayuntamiento de apoyar la consulta, el Tribunal Superior de Justicia de Cataluña revocó la orden del Departamento de Interior de retrasar una semana la manifestación de la Falange, alegando que el retraso de una semana «equivalía a una prohibición» porque privaba a los manifestantes de su «finalidad legítima» de dar «respuesta o reacción a un acto de participación ciudadana». También alegaba que si el Departamento de Interior había permitido en un principio la manifestación el mismo día, era porque no detectaban que fuese demasiado peligrosa.
A raíz de la firme decisión del juzgado, se levantaron voces críticas sobre la resolución por parte de diversos juristas, como el magistrado de la Audiencia de Barcelona, Santiago Vidal, que veía «irresponsable» la autorización de la manifestación falangista. Una plataforma de abogados impulsó un manifiesto crítico sobre las dos resoluciones judiciales y de apoyo a la consulta.

## Reacciones previas a la consulta

### A favor

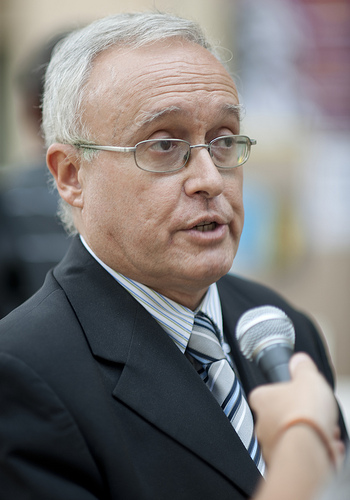
Carles Móra, alcalde de Arenys, se convirtió en una de les personalidades clave de la consulta.

La consulta recibió un amplio apoyo de los sectores catalanista y soberanista. Además, 86 personalidades del mundo político, cultural, económico y empresarial, como por ejemplo, Pascual Maragall, Joan Carretero i Grau, Josep Huguet, Víctor Alexandre, Jordi Bilbeny, Isabel-Clara Simó, Matthew Tree, Ernest Benach, entre otros, se adhirieron a la consulta a través de un manifiesto de apoyo. Las formaciones políticas que apoyaron la celebración de la consulta fueron Arenys de Munt 2000, Convergència i Unió, Esquerra Republicana de Catalunya (ERC), la Candidatura de Unidad Popular, Iniciativa per Catalunya Verds y Catalunya Acció; y algunos militantes del Partido de los Socialistas de Cataluña.
A partir de la moción de apoyo a la consulta por parte del Ayuntamiento de Arenys de Munt, los ayuntamientos de Figueras, San Pedro de Torelló, Calders, Serós y Argentona, aprobaron a su vez mociones de apoyo a la consulta de Arenys, y los dos últimos además propusieron impulsar una consulta similar en sus localidades correspondientes. El secretario general de ERC, Joan Ridao, informó que su formación política impulsaría mociones de apoyo a la consulta de Arenys en los ayuntamientos donde tuvieran representación e impulsarían votaciones similares por todos los Países Catalanes a través de la plataforma Decidim!. El día 13 de septiembre, el número de ayuntamientos que habían manifestado la intención de impulsar consultas similares a la del pueblo de Arenys de Munt, ascendió hasta los 18 consistorios, y Figueras con  Tarrasa que daban únicamente apoyo a la consulta de Arenys.

#### Amenazas y vandalismo
El PSC denunció públicamente que recibieron amenazas telefónicas, como también la inscripción de diversas pintadas en la fachada de su local, la cual apareció ensuciada en diversas ocasiones a lo largo de diferentes días. En estas pintadas se les acusaba de «fascistas», y aparecía la palabra «falange» con una flecha apuntando hacia el escudo de su organización, y también la expresión «Gora ETA». Motivado por esta serie de amanezas y actos vandálicos, el PSC emitió un comunicado de condena el 5 de septiembre. En declaraciones a la Agencia EFE, el alcalde del municipio, Carles Móra, condenó las pintadas.

### En contra
A principios de julio se movilizó la Falange Española de las JONS, repartiendo panfletos, contrarios a la consulta. El 24 de julio, la misma Falange Española de la JONS, presentó una queja en la Consejería de Administraciones Públicas de la Generalidad, en el Ayuntamiento de Arenys y en la Delegación del Gobierno de Cataluña, defendiendo que se trataba de un «referéndum secesionista encubierto»  pensado para evadir la ley y considerando que los arenyenses sólo podían ser consultados sobre cuestiones que afectasen exclusivamente a aquel municipio. Ciudadanos, el Partido Popular, el Partido Socialista Obrero Español, y el Partido Socialista de Cataluña, junto con gran parte de los sectores del nacionalismo español, se opusieron a la celebración de la consulta popular no vinculante de Arenys de Munt y aplaudieron las decisiones judiciales contrarias a la consulta.
El gobierno español tuvo que pronunciarse cuando la vicepresidenta María Teresa Fernández de la Vega fue preguntada por la consulta en una rueda de prensa el 6 de septiembre. De la Vega declaró: "La autodeterminación y la independencia no tienen cabida en la Constitución".
El 10 de septiembre, el presidente José Montilla dijo que «la consulta da argumentos a la caverna de la derecha española», y defendió el derecho de la Falange para manifestarse el domingo mientras esquivó dar su apoyo al Ayuntamiento de Arenys de Munt. Los organizadores replicaron que «el PSC también es la caverna». El mismo día de la votación, Jordi Hereu, alcalde de Barcelona, trató de suavizarlo, considerando «exagerada» la atención a la consulta de Arenys ya que «no conducía a ningún lugar».
Intereconomía TV realizó un reportaje con cámara oculta donde se infiltraron para espiar la comisión organizadora para después criticarla duramente e indicar que sólo su cadena explicaba la verdad, al contrario que TV3. También tuvieron una conversación telefónica con el alcalde de Arenys, quien declaró posteriormente que fue editada para desacreditarlo.

#### Amenazas, coacciones y espionaje
La comisión organizadora de la consulta denunció públicamente que habían recibido amenazas y coacciones por parte de personas que no estaban de acuerdo con la celebración de la consulta. Hasta el organizador principal de la consulta necesitó protección policial durante las últimas dos semanas antes de la consulta para su seguridad. Según denunció Ramon Pujol, miembro de la comisión organizadora, recibieron amenazas telefónicas que «los amenazaban con quemar los bares y los bosques de Arenys de Munt». El alcalde de Arenys, también pidió protección policial, a pesar de no haber recibido amenazas personales. El alcalde denunció el 11 de septiembre que se habían descubierto cámaras ocultas dentro de las dependencias municipales de Arenys de Munt, cuyo origen permanece desconocido, aunque algunos medios las atribuyen a los servicios secretos españoles o a los cuerpos policiales.

## Campaña
Empezó la campaña informativa para la consulta el 29 de agosto, a la cual se inscribieron los partidos con representación en Arenys de Munt y que habían apoyado al Ayuntamiento, (AM2000, CiU, izquierda y CUP) y Catalunya Acció.
El 5 de septiembre, se realizó un mitin unitario con la participación de Jordi Fàbrega de AM2000, Ángel Colom de CiU, Francesc Ribera de la CUP y Anna Simó de Esquerra, pidiendo el voto afirmativo para la consulta.
El día antes de la consulta, el 12 de septiembre, se cerró la campaña con un acto en el que participaron personalidades del mundo político, económico y cultural de Cataluña.
Ningún partido hizo acto alguno para argumentar el voto negativo. Los partidos que presumiblemente lo defendían se centraron en pedir que no se autorizase la consulta.

## Desarrollo de la jornada

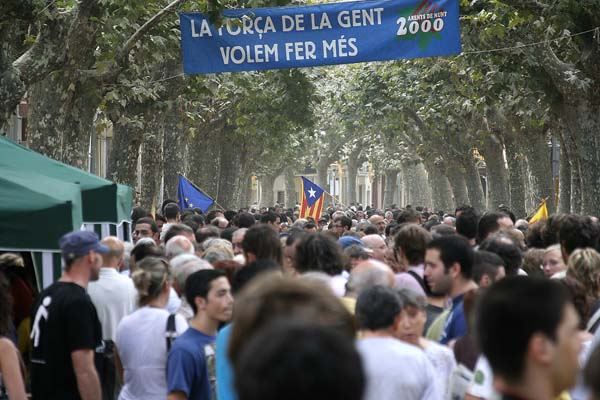
La riera de Arenys se llenó completamente durante gran parte de la jornada.

Finalmente, el mismo día 13 se anunció que se celebraría la consulta en el Centro Moral de la población situado al lado del Ayuntamiento, después que se dictaminase que no se podía celebrar en una de las salas del Consistorio. La consulta transcurrió en un ambiente festivo, gracias a las actividades preparadas por la organización, y a la afluencia de centenares de simpatizantes independentistas de fuera de Arenys. Algunas de las actividades fueron recitales poéticos, actuaciones musicales, gigantes, bailes y comidas populares, entre otros. En los eventos musicales actuaron grupos locales como del resto de Cataluña: Cesk Freixas, Gerard Sesé, Skafam, Titot Ribera o David Rossell. Además, más de 300 periodistas de todo el mundo se acreditaron para seguir la jornada.

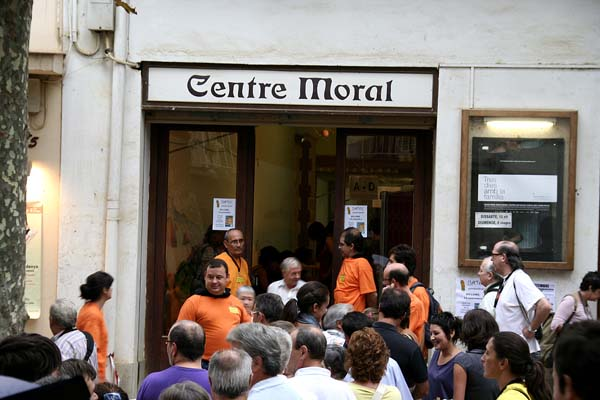
El Centre Moral acogió el colegio electoral para hacer esta consulta.

La manifestación de la Falange fue minoritaria y no tuvo ningún efecto intimidatorio. Se presentaron dos autocares con 58 personas, que quedaron rodeados por un cordón de Mozos de Escuadra y un grupo de manifestantes que corearon consignas independentistas y a favor de la organización terrorista desaparecida Terra Lliure. El único acto de violencia constatado contra la Falange fue la rotura de un vidrio de uno de los autobuses con un golpe de piedra. Terminado el acto, volvieron a marcharse sin incidentes remarcables.
Los informativos de Telemadrid denunciaron que durante la consulta unos manifestantes rodearon a la periodista Berta Queralt, gritando insultos y consignas amenazadoras, estos hechos ocasionaron que el canal televisivo decidiese no emitir en directo. Así mismo, otros medios acusaron a Telemadrid de tener una versión muy particular de los hechos, argumentando que las imágenes no reflejaban estos supuestos radicales, donde además se podían ver niños y personas mayores, pero no los insultos y amenazas.
A pesar del carácter extraoficial de la consulta, la participación fue superior a la de las últimas votaciones oficiales que se habían celebrado. A las 14:00 había votado el 25,98% del censo (1693 electores).
 En el segundo avance de participación a las 18:00, el número de electores que habían depositado su voto era de 2.309 (35,44%). Al cierre de los colegios había votado un 40,99%, lo que significaba 2671 votos.

### Resultados
| Consulta sobre la independencia del 13 de septiembre de 2009 | Consulta sobre la independencia del 13 de septiembre de 2009 | Consulta sobre la independencia del 13 de septiembre de 2009 | Consulta sobre la independencia del 13 de septiembre de 2009 | Consulta sobre la independencia del 13 de septiembre de 2009 |
| Opciones de voto                                             | Opciones de voto                                             | Votos                                                        | Porcentaje                                                   |                                                              |
| ------------------------------------------------------------ | ------------------------------------------------------------ | ------------------------------------------------------------ | ------------------------------------------------------------ | ------------------------------------------------------------ |
| Sí                                                           | Sí                                                           | 2.569                                                        | 96,2%                                                        |                                                              |
| No                                                           | No                                                           | 61                                                           | 2,3%                                                         |                                                              |
| Blanco                                                       | Blanco                                                       | 29                                                           | 1,1%                                                         |                                                              |
| Votos válidos                                                | Votos válidos                                                | 2.659                                                        | 99,6%                                                        |                                                              |
| Vots nulos                                                   | Vots nulos                                                   | 12                                                           | 0,4%                                                         |                                                              |
| Votos totales                                                | Votos totales                                                | 2.671                                                        | 100%                                                         |                                                              |
| Participación                                                | Participación                                                | 41,0%                                                        | 41,0%                                                        |                                                              |
| Electores                                                    | Electores                                                    | 6.517                                                        | 6.517                                                        |                                                              |
| Fuentes: Nació Digital, Llibertat.cat, 3cat24.               |                                                              |                                                              |                                                              |                                                              |

## Reacciones posteriores a la consulta

### En Cataluña
ERC indicó que se mostraba partidaria de promover más consultas en otros ayuntamientos. CiU se pronunció en el sentido de que sin promoverlas las respetaría, a pesar de que dentro del partido había voces discrepantes como las de Àngel Colom que apostaban por promoverlas. Las JNC felicitaron a la población. ICV optó por una posición oficial parecida a la de CiU.
PSC quiso indicar que estos actos servían para dificultar la defensa del Estatuto de Autonomía de Cataluña de 2006. Jordi Hereu, alcalde de Barcelona, indicó que la atención era estéril porque no conducía a ningún lugar. Por otro lado, Carme Chacón, ministra de Defensa, equiparó por igual a los independentistas y a los fascistas, lo que provocó la indignación de ERC. El PP comentó que Arenys no representaba la «Cataluña real» y Alicia Sánchez Camacho, del PPC, incitó a las administraciones públicas a actuar si la consulta se repetía en más municipios. Cs indicó que los partidos catalanes eran unos «golpistas institucionales» y Albert Rivera dijo que «en este referéndum los perros que tienen chip también votan» y que era un «desafío en toda regla de la democracia».
Ernest Maragall, conseller de Educación de la Generalidad de Cataluña, calificó la consulta de «fiesta del nacionalista».
La plataforma Decidim convocó para el 3 de octubre a los alcaldes interesados en promover una consulta en su municipio. De 940 municipios que tiene Cataluña, 195 habían firmado su manifiesto, y al menos unos sesenta parecían dispuestos a repetir la experiencia en su municipio.
El día 17 de septiembre el Ayuntamiento de Berga, siguiendo el ejemplo de Arenys de Munt, aprobó preguntar a la ciudadanía si estaría a favor de la independencia de Cataluña, aprobando una moción de la CUP a favor de convocar la consulta con el apoyo de CiU, que es quien gobierna en el municipio, y del regidor de ERC, con el voto en contra de un regidor exmilitante del PPC. Los regidores del PSC no se presentaron en el pleno alegando que el tema a debate no era urgente y sólo respondía a una «urgencia mediática».
El presidente del Casal Argentino, Diego Arcos, apoyó las consultas de autodeterminación porque el «Reino de España» con su ley de extranjería les discrimina e insta a los extranjeros a apostar por la independencia de Cataluña. El presidente de la asociación afirmó que estaban a favor de otras iniciativas de independencia como la de Arenys, porque «queremos ser ciudadanos de Cataluña», y afirmó que vienen «de una república que se ha formado derrotando a los españoles y que esta característica la llevan en los genes».

### En el resto de España
El presidente del Gobierno, Zapatero, tardó días en referirse a la consulta, para, finalmente, poner en duda que hubiera de contagiarse a más ayuntamientos, cuando ya había unos sesenta que habían mostrado su predisposición. El jefe de la oposición, Mariano Rajoy, había pedido una respuesta contundente.
El historiador César Vidal hizo un llamamiento a través de una emisora para que sus radioyentes hicieran boicot al municipio de Arenys de Munt. Esteban González Pons, vicepresidente de comunicación del PP, indicó que el Ejecutivo no defendía la Constitución y que dejaba a los catalanes no nacionalistas (no catalanistas) indefensos, al no poder oponerse a la consulta. El presidente de Cantabria, Miguel Ángel Revilla, la calificó de «patochada». Esperanza Aguirre, presidenta de la Comunidad de Madrid, de «demencia» y «locura», aclarándolo con la frase «los referéndum del 96 por ciento, en los que se apedrea a los que están en contra (en referencia al golpe de piedra recibido por el autocar de falangistas) me levantan el estómago, me recuerdan los países totalitarios». UPyD pidió «depurar responsabilidades» por haberse permitido el referéndum.
Eusko Alkartasuna anunció que su formación intentaría acordar con la izquierda abertzale exportar la consulta de Arenys a los municipios del Euskal Herria. Aralar por su parte, destacó la «normalidad del 13 de setiembre», aunque no tenían previsto impulsar consultas similares.